# Torneo Preolímpico FIBA 2020
El Torneo Preolímpico FIBA 2020 fue el cuarto torneo clasificatorio para los Juegos Olímpicos del Comité Olímpico Internacional, esta vez, para Tokio 2020. El torneo fue organizado por la FIBA. Originalmente se iba a disputar del 23 al 28 de junio de 2020, pero debido a la pandemia de COVID-19 se jugó del 29 de junio al 4 de julio de 2021.
Esta edición contó con el mismo formato de los Juegos anteriores, por el cual cada sede albergó un torneo con seis equipos y únicamente el respectivo campeón logró la clasificación al certamen olímpico. Una novedad fue el aumento de equipos, pasando de 18 a 24, y la cantidad de sedes, pasando de tres a cuatro.

## Equipos participantes
Para esta competición participaron los mejores 16 equipos que no obtuvieron la clasificación directa a los Juegos Olímpicos en la Copa Mundial de Baloncesto de 2019. Además, la FIBA invitó a participar a los dos mejores equipos de cada región de acuerdo a la clasificación mundial de FIBA. 
El seleccionado de Nueva Zelanda se clasificó a través de su posición en la Copa Mundial, pero el 26 de febrero de 2021 su federación anunció que no formarían parte de la competencia. En el mismo día, la FIBA anunció que en su lugar serían reemplazados por la selección de Filipinas, que era la siguiente de la región de Asia y Oceanía en la clasificación mundial.
| Países clasificados a través de la Copa Mundial de Baloncesto de 2019 | Países clasificados a través de la Copa Mundial de Baloncesto de 2019 | Países clasificados a través de la Copa Mundial de Baloncesto de 2019        | Países clasificados a través de la Copa Mundial de Baloncesto de 2019 |
| FIBA África                                                           | FIBA Américas                                                         | FIBA Europa                                                                  | FIBA Asia y FIBA Oceanía                                              |
| --------------------------------------------------------------------- | --------------------------------------------------------------------- | ---------------------------------------------------------------------------- | --------------------------------------------------------------------- |
| Túnez                                                                 | Brasil Canadá Puerto Rico República Dominicana Venezuela              | Alemania Grecia Italia Lituania Polonia República Checa Rusia Serbia Turquía | Nueva Zelanda                                                         |
| Países invitados                                                      |                                                                       |                                                                              |                                                                       |
| FIBA África                                                           | FIBA Américas                                                         | FIBA Europa                                                                  | FIBA Asia y FIBA Oceanía                                              |
| Angola Senegal                                                        | México Uruguay                                                        | Croacia Eslovenia                                                            | China Corea del Sur Filipinas                                         |

## Formato de competición
Al igual que en el Torneo Preolímpico de 2016, el formato de esta competencia encontró a sus equipos participantes repartidos en distintas sedes. Fueron cuatro las sedes y cada una albergó una competición entre seis equipos determinados por sorteo. Los equipos se repartieron en dos grupos (A y B) de tres cada uno. Durante los tres primeros días de competición, se desarrolló la primera fase en la que los equipos de cada grupo jugaron una vez entre sí en un sistema de todos contra todos. Al final de la tercera jornada, los mejores dos equipos de cada grupo avanzaron a las semifinales, donde el primero de un grupo enfrentó al segundo del otro. La fase final fue por eliminación directa a un único juego y los ganadores de la semifinal se enfrentaron en una final que determinó al campeón del torneo clasificatorio. Los cuatro campeones de cada torneo obtuvieron las cuatro plazas restantes a los Juegos Olímpicos de Tokio 2020.

## Sedes
El 15 de noviembre de 2019, la FIBA realizó el anuncio oficial de que los torneos preolímpicos se desarrollarían en las siguientes cuatro sedes: Victoria (Canadá), Split (Croacia), Kaunas (Lituania) y Belgrado (Serbia).
| Victoria                      | Split             | Kaunas            | Belgrado                |
| ----------------------------- | ----------------- | ----------------- | ----------------------- |
| Save-On-Foods Memorial Centre | Spaladium Arena   | Žalgiris Arena    | Aleksandar Nikolić Hall |
| Capacidad: 7 400              | Capacidad: 10 900 | Capacidad: 15 400 | Capacidad: 8 000        |
|                               |                   |                   |                         |

## Sorteo
El posicionamiento en la clasificación mundial antes del sorteo (entre paréntesis en la tabla) sirvió de base para determinar a los equipos cabeza de serie y el orden de los bombos en el sorteo.
| Bombo 1                                      | Bombo 2                                                   | Bombo 3                                                   | Bombo 4                                                            | Bombo 5                                                      | Bombo 6                                          |
| -------------------------------------------- | --------------------------------------------------------- | --------------------------------------------------------- | ------------------------------------------------------------------ | ------------------------------------------------------------ | ------------------------------------------------ |
| Serbia (6) Grecia (7) Lituania (8) Rusia (9) | República Checa (10) Brasil (11) Italia (12) Polonia (13) | Croacia (14) Turquía (15) Eslovenia (16) Puerto Rico (17) | Alemania (18) República Dominicana (19) Venezuela (20) Canadá (21) | Nueva Zelanda (24) México (25) China (26) Corea del Sur (30) | Angola (32) Túnez (33) Senegal (35) Uruguay (43) |

El sorteo de los grupos para los torneos clasificatorios tuvo lugar en la sede de la FIBA en Mies, Suiza el 27 de noviembre de 2019.
| Torneo de Victoria  | Torneo de Victoria              |
| Grupo A             | Grupo B                         |
| ------------------- | ------------------------------- |
| Grecia China Canadá | Uruguay República Checa Turquía |

| Torneo de Split       | Torneo de Split      |
| Grupo A               | Grupo B              |
| --------------------- | -------------------- |
| Alemania Rusia México | Túnez Croacia Brasil |

| Torneo de Kaunas                 | Torneo de Kaunas         |
| Grupo A                          | Grupo B                  |
| -------------------------------- | ------------------------ |
| Lituania Corea del Sur Venezuela | Polonia Eslovenia Angola |

| Torneo de Belgrado                                                    | Torneo de Belgrado         |
| Grupo A                                                               | Grupo B                    |
| --------------------------------------------------------------------- | -------------------------- |
| República Dominicana Nueva Zelanda (reemplazado por Filipinas) Serbia | Puerto Rico Italia Senegal |

## Torneos de clasificación

### Torneo de Victoria

#### Primera fase
Todos los horarios corresponden al huso horario local, UTC–7.

##### Grupo A
| Pos. | Equipo     | PJ | G | P | PF  | PC  | DP  | Pts | Clasificación |
| ---- | ---------- | -- | - | - | --- | --- | --- | --- | ------------- |
| 1    | Canadá (H) | 2  | 2 | 0 | 206 | 170 | +36 | 4   | Semifinales   |
| 2    | Grecia     | 2  | 1 | 1 | 196 | 177 | +19 | 3   | Semifinales   |
| 3    | China      | 2  | 0 | 2 | 159 | 214 | −55 | 2   |               |

 Fuente: FIBA
| 29 de junio de 2021 | Grecia                                                 | 91–97                                 | Canadá                                             | Victoria                                                                                      |  |
| 16:05               | Parciales: 23-19, 27-27, 21-28, 20-23                  | Parciales: 23-19, 27-27, 21-28, 20-23 | Parciales: 23-19, 27-27, 21-28, 20-23              |                                                                                               |  |
|                     | Estadísticas D. Mitoglu 14 D. Mitoglu 10 N. Calathes 9 | Reporte Pts Reb Asts                  | Estadísticas 23 A. Wiggins 7 D. Powell 6 C. Joseph | Pabellón: Save-On-Foods Memorial Centre Árbitros: Antonio Conde Steven Anderson Luis Castillo |  |

| 30 de junio de 2021 | Canadá                                             | 109–79                                | China                                             | Victoria                                                                                          |  |
| 16:05               | Parciales: 27-19, 32-27, 20-19, 30-14              | Parciales: 27-19, 32-27, 20-19, 30-14 | Parciales: 27-19, 32-27, 20-19, 30-14             |                                                                                                   |  |
|                     | Estadísticas A. Wiggins 20 D. Powell 9 C. Joseph 7 | Reporte Pts Reb Asts                  | Estadísticas 24 H. Mingxuan 8 S. Zijie 5 Z. Jiwei | Pabellón: Save-On-Foods Memorial Centre Árbitros: Aleksandar Glišić Leandro Lezcano Luis Castillo |  |

| 1 de julio de 2021 | China                                              | 80–105                                | Grecia                                                    | Victoria                                                                                        |  |
| 16:05              | Parciales: 14-28, 18-24, 27-24, 21-29              | Parciales: 14-28, 18-24, 27-24, 21-29 | Parciales: 14-28, 18-24, 27-24, 21-29                     |                                                                                                 |  |
|                    | Estadísticas H. Mingxuan 16 Z. Qi 10 H. Mingxuan 5 | Reporte Pts Reb Asts                  | Estadísticas 21 G. Larentzakis 7 D. Mitoglu 8 N. Calathes | Pabellón: Save-On-Foods Memorial Centre Árbitros: Antonio Conde Luis Castillo Ahmed Al-Shuwaili |  |

##### Grupo B
| Pos. | Equipo          | PJ | G | P | PF  | PC  | DP  | Pts | Clasificación |
| ---- | --------------- | -- | - | - | --- | --- | --- | --- | ------------- |
| 1    | Turquía         | 2  | 2 | 0 | 182 | 156 | +26 | 4   | Semifinales   |
| 2    | República Checa | 2  | 1 | 1 | 150 | 166 | −16 | 3   | Semifinales   |
| 3    | Uruguay         | 2  | 0 | 2 | 165 | 175 | −10 | 2   |               |

 Fuente: FIBA
| 29 de junio de 2021 | Uruguay                                               | 86–95                                 | Turquía                                         | Victoria                                                                                              |  |
| 19:35               | Parciales: 22-27, 15-16, 26-18, 23-34                 | Parciales: 22-27, 15-16, 26-18, 23-34 | Parciales: 22-27, 15-16, 26-18, 23-34           | |  |
|                     | Estadísticas J. Granger 25 M. Calfani 8 J. Granger 10 | Reporte Pts Reb Asts                  | Estadísticas 27 C. Osman 9 C. Osman 5 B. Tuncer | Pabellón: Save-On-Foods Memorial Centre Árbitros: Aleksandar Glišić Leandro Lezcano Ahmed Al-Shuwaili |  |

| 30 de junio de 2021 | Turquía                                                         | 87–70                                 | República Checa                                            | Victoria                                                                                     |  |
| 19:35               | Parciales: 17-14, 28-24, 18-16, 24-16                           | Parciales: 17-14, 28-24, 18-16, 24-16 | Parciales: 17-14, 28-24, 18-16, 24-16                      |                                                                                              |  |
|                     | Estadísticas F. Korkmaz 20 A. Şengün, Ö. Yurtseven 7 C. Osman 6 | Reporte Pts Reb Asts                  | Estadísticas 15 T. Satoranský 11 J. Veselý 6 T. Satoranský | Pabellón: Save-On-Foods Memorial Centre Árbitros: Antonio Conde Steven Anderson Boris Krejić |  |

| 1 de julio de 2021 | República Checa                                            | 80–79                                 | Uruguay                                                            | Victoria                                                                                         |  |
| 19:35              | Parciales: 19-20, 26-17, 22-20, 13-22                      | Parciales: 19-20, 26-17, 22-20, 13-22 | Parciales: 19-20, 26-17, 22-20, 13-22                              |                                                                                                  |  |
|                    | Estadísticas T. Satoranský 19 O. Balvín 11 T. Satoranský 8 | Reporte Pts Reb Asts                  | Estadísticas 22 B. Fitipaldo, J. Granger 7 J. Granger 7 J. Granger | Pabellón: Save-On-Foods Memorial Centre Árbitros: Steven Anderson Aleksandar Glišić Boris Krejić |  |

#### Fase final
|  | Semifinales        | Semifinales        | Semifinales        |        |                 | Final              | Final              | Final              |  |
|  | 3 de julio de 2021 | 3 de julio de 2021 | 3 de julio de 2021 |        |                 | 4 de julio de 2021 | 4 de julio de 2021 | 4 de julio de 2021 |  |
|  |                    |                    |                    |        |                 |                    |                    |                    |  |
|  |                    |                    |                    |        |                 |                    |                    |                    |  |
|  | A1                 | Canadá             | 101                |        |                 |                    |                    |                    |  |
|  | A1                 | Canadá             | 101                |        |                 |                    |                    |                    |  |
|  | B2                 | República Checa    | 103                |        |                 |                    |                    |                    |  |
|  | B2                 | República Checa    | 103                |        | República Checa | República Checa    | 97                 |                    |  |
|  |                    |                    |                    |        | República Checa | República Checa    | 97                 |                    |  |
|  |                    |                    | Grecia             | Grecia | 72              |                    |                    |                    |  |
|  | B1                 | Turquía            | Grecia             | Grecia | 72              | 63                 |                    |                    |  |
|  | B1                 | Turquía            |                    |        |                 | 63                 |                    |                    |  |
|  | A2                 | Grecia             | 81                 |        |                 |                    |                    |                    |  |
|  | A2                 | Grecia             | 81                 |        |                 |                    |                    |                    |  |
|  |                    |                    |                    |        |                 |                    |                    |                    |  |

##### Semifinales
| 3 de julio de 2021 | Canadá                                                    | 101–103                                           | República Checa                                    | Victoria                                                                                          |  |
| 13:05              | Parciales: 27-29, 17-23, 16-15, 34-27 (T.E.: 7-9)         | Parciales: 27-29, 17-23, 16-15, 34-27 (T.E.: 7-9) | Parciales: 27-29, 17-23, 16-15, 34-27 (T.E.: 7-9)  |                                                                                                   |  |
|                    | Estadísticas R. J. Barrett 23 T. Lyles 11 R. J. Barrett 6 | Reporte Pts Reb Asts                              | Estadísticas 31 B. Schilb 19 O. Balvín 7 B. Schilb | Pabellón: Save-On-Foods Memorial Centre Árbitros: Aleksandar Glišić Leandro Lezcano Luis Castillo |  |

| 3 de julio de 2021 | Turquía                                          | 63–81                                | Grecia                                                     | Victoria                                                                                     |  |
| 16:35              | Parciales: 22-8, 12-19, 13-24, 16-30             | Parciales: 22-8, 12-19, 13-24, 16-30 | Parciales: 22-8, 12-19, 13-24, 16-30                       |                                                                                              |  |
|                    | Estadísticas F. Korkmaz 20 C. Osman 7 C. Osman 3 | Reporte Pts Reb Asts                 | Estadísticas 18 N. Calathes 13 G. Papagiannis 9 K. Sloukas | Pabellón: Save-On-Foods Memorial Centre Árbitros: Antonio Conde Steven Anderson Boris Krejić |  |

##### Final
| 4 de julio de 2021 | República Checa                                 | 97–72                                 | Grecia                                                                                      | Victoria                                                                                     |  |
| 16:05              | Parciales: 32-22, 18-21, 31-11, 16-18           | Parciales: 32-22, 18-21, 31-11, 16-18 | Parciales: 32-22, 18-21, 31-11, 16-18                                                       |                                                                                              |  |
|                    | Estadísticas P. Auda 20 J. Veselý 9 J. Šiřina 6 | Reporte Pts Reb Asts                  | Estadísticas 14 G. Papagiannis 4 D. Mitoglou, N. Rogkavopoulos 3 D. Katsivelis, N. Calathes | Pabellón: Save-On-Foods Memorial Centre Árbitros: Antonio Conde Steven Anderson Boris Krejić |  |

### Torneo de Split

#### Primera fase
Todos los horarios corresponden al huso horario local, UTC+2.

##### Grupo A
| Pos. | Equipo   | PJ | G | P | PF  | PC  | DP  | Pts | Clasificación |
| ---- | -------- | -- | - | - | --- | --- | --- | --- | ------------- |
| 1    | Alemania | 2  | 2 | 0 | 151 | 143 | +8  | 4   | Semifinales   |
| 2    | México   | 2  | 1 | 1 | 148 | 146 | +2  | 3   | Semifinales   |
| 3    | Rusia    | 2  | 0 | 2 | 131 | 141 | −10 | 2   |               |

 Fuente: FIBA
| 29 de junio de 2021 | Alemania                                                 | 82–76                                | México                                                 | Split                                                                       |  |
| 16:30               | Parciales: 19-22, 21-20, 22-25, 20-9                     | Parciales: 19-22, 21-20, 22-25, 20-9 | Parciales: 19-22, 21-20, 22-25, 20-9                   |                                                                             |  |
|                     | Estadísticas J. Saibou 17 J. Voigtmann 10 J. Voigtmann 5 | Reporte Pts Reb Asts                 | Estadísticas 30 F. Cruz 15 G. Ayón 6 F. Cruz, P. Stoll | Pabellón: Spaladium Arena Árbitros: Matthew Kallio Eddie Viator Takaki Kato |  |

| 30 de junio de 2021 | México                                        | 72–64                                | Rusia                                                          | Split                                                                        |  |
| 16:30               | Parciales: 18-16, 13-20, 19-7, 22-21          | Parciales: 18-16, 13-20, 19-7, 22-21 | Parciales: 18-16, 13-20, 19-7, 22-21                           |                                                                              |  |
|                     | Estadísticas F. Cruz 21 F. Jaimes 9 G. Ayón 6 | Reporte Pts Reb Asts                 | Estadísticas 13 S. Antónov 8 A. Vorontsévich 6 A. Vorontsévich | Pabellón: Spaladium Arena Árbitros: Jorge Vázquez Eddie Viator Rabah Noujaim |  |

| 1 de julio de 2021 | Rusia                                                         | 67–69                                 | Alemania                                                            | Split                                                                         |  |
| 16:30              | Parciales: 17-15, 18-17, 18-18, 14-19                         | Parciales: 17-15, 18-17, 18-18, 14-19 | Parciales: 17-15, 18-17, 18-18, 14-19                               |                                                                               |  |
|                    | Estadísticas A. Vorontsévich 17 S. Antónov 8 A. Astapkovich 4 | Reporte Pts Reb Asts                  | Estadísticas 13 J. Voigtmann 7 J. Voigtmann 3 J. Saibou, R. Benzing | Pabellón: Spaladium Arena Árbitros: Jorge Vázquez Michael Weiland Takaki Kato |  |

##### Grupo B
| Pos. | Equipo      | PJ | G | P | PF  | PC  | DP  | Pts | Clasificación |
| ---- | ----------- | -- | - | - | --- | --- | --- | --- | ------------- |
| 1    | Brasil      | 2  | 2 | 0 | 177 | 124 | +53 | 4   | Semifinales   |
| 2    | Croacia (H) | 2  | 1 | 1 | 142 | 164 | −22 | 3   | Semifinales   |
| 3    | Túnez       | 2  | 0 | 2 | 127 | 158 | −31 | 2   |               |

 Fuente: FIBA
| 29 de junio de 2021 | Túnez                                                            | 57–83                                 | Brasil                                             | Split                                                                              |  |
| 20:00               | Parciales: 21-21, 10-22, 15-21, 11-19                            | Parciales: 21-21, 10-22, 15-21, 11-19 | Parciales: 21-21, 10-22, 15-21, 11-19              |                                                                                    |  |
|                     | Estadísticas O. Marnaoui 13 S. Mejri 7 O. Abada, M. El Mabrouk 4 | Reporte Pts Reb Asts                  | Estadísticas 15 V. Benite 8 A. Varejão 8 Y. Santos | Pabellón: Spaladium Arena Árbitros: Ademir Zurapović Jorge Vázquez Michael Weiland |  |

| 30 de junio de 2021 | Brasil                                                    | 94–67                                 | Croacia                                                      | Split                                                                               |  |
| 20:00               | Parciales: 25-20, 20-14, 26-21, 23-12                     | Parciales: 25-20, 20-14, 26-21, 23-12 | Parciales: 25-20, 20-14, 26-21, 23-12                        |                                                                                     |  |
|                     | Estadísticas R. Hettsheimeir 20 B. Caboclo 8 M. Huertas 8 | Reporte Pts Reb Asts                  | Estadísticas 16 B. Bogdanović 7 M. Bilan 4 R. Rogić, R. Ukić | Pabellón: Spaladium Arena Árbitros: Ademir Zurapović Matthew Kallio Michael Weiland |  |

| 1 de julio de 2021 | Croacia                                             | 75–70                                 | Túnez                                              | Split                                                                        |  |
| 20:00              | Parciales: 20-11, 22-17, 14-29, 19-13               | Parciales: 20-11, 22-17, 14-29, 19-13 | Parciales: 20-11, 22-17, 14-29, 19-13              |                                                                              |  |
|                    | Estadísticas M. Hezonja 27 A. Žižić 12 M. Hezonja 3 | Reporte Pts Reb Asts                  | Estadísticas 15 R. Slimane 7 R. Slimane 7 O. Abada | Pabellón: Spaladium Arena Árbitros: Eddie Viator Andrés Bartel Rabah Noujaim |  |

#### Fase final
|  | Semifinales        | Semifinales        | Semifinales        |        |          | Final              | Final              | Final              |  |
|  | 3 de julio de 2021 | 3 de julio de 2021 | 3 de julio de 2021 |        |          | 4 de julio de 2021 | 4 de julio de 2021 | 4 de julio de 2021 |  |
|  |                    |                    |                    |        |          |                    |                    |                    |  |
|  |                    |                    |                    |        |          |                    |                    |                    |  |
|  | A1                 | Alemania           | 86                 |        |          |                    |                    |                    |  |
|  | A1                 | Alemania           | 86                 |        |          |                    |                    |                    |  |
|  | B2                 | Croacia            | 76                 |        |          |                    |                    |                    |  |
|  | B2                 | Croacia            | 76                 |        | Alemania | Alemania           | 75                 |                    |  |
|  |                    |                    |                    |        | Alemania | Alemania           | 75                 |                    |  |
|  |                    |                    | Brasil             | Brasil | 64       |                    |                    |                    |  |
|  | B1                 | Brasil             | Brasil             | Brasil | 64       | 102                |                    |                    |  |
|  | B1                 | Brasil             |                    |        |          | 102                |                    |                    |  |
|  | A2                 | México             | 74                 |        |          |                    |                    |                    |  |
|  | A2                 | México             | 74                 |        |          |                    |                    |                    |  |
|  |                    |                    |                    |        |          |                    |                    |                    |  |

##### Semifinales
| 3 de julio de 2021 | Brasil                                                                         | 102–74                                | México                                         | Split                                                                         |  |
| 12:30              | Parciales: 24-18, 29-24, 27-15, 22-17                                          | Parciales: 24-18, 29-24, 27-15, 22-17 | Parciales: 24-18, 29-24, 27-15, 22-17          |                                                                               |  |
|                    | Estadísticas V. Benite 22 L. Meindl, R. Hettsheimeir, B. Caboclo 5 Y. Santos 6 | Reporte Pts Reb Asts                  | Estadísticas 18 F. Cruz 8 F. Jaimes 7 P. Stoll | Pabellón: Spaladium Arena Árbitros: Ademir Zurapović Eddie Viator Takaki Kato |  |

| 3 de julio de 2021 | Alemania                                   | 86–76                                 | Croacia                                                           | Split                                                                            |  |
| 16:00              | Parciales: 19-23, 24-22, 13-18, 30-13      | Parciales: 19-23, 24-22, 13-18, 30-13 | Parciales: 19-23, 24-22, 13-18, 30-13                             |                                                                                  |  |
|                    | Estadísticas M. Lô 29 D. Barthel 6 M. Lô 8 | Reporte Pts Reb Asts                  | Estadísticas 38 B. Bogdanović 6 M. Hezonja, A. Žižić 3 M. Hezonja | Pabellón: Spaladium Arena Árbitros: Matthew Kallio Jorge Vázquez Michael Weiland |  |

##### Final
| 4 de julio de 2021 | Alemania                                          | 75–64                                 | Brasil                                                                     | Split                                                                               |  |
| 19:30              | Parciales: 14-17, 22-17, 16-12, 23-18             | Parciales: 14-17, 22-17, 16-12, 23-18 | Parciales: 14-17, 22-17, 16-12, 23-18                                      |                                                                                     |  |
|                    | Estadísticas M. Wagner 28 J. Voigtmann 11 M. Lô 5 | Reporte Pts Reb Asts                  | Estadísticas 14 A. Varejão 5 V. Benite, B. Caboclo 3 V. Benite, M. Huertas | Pabellón: Spaladium Arena Árbitros: Ademir Zurapović Matthew Kallio Michael Weiland |  |

### Torneo de Kaunas

#### Primera fase
Todos los horarios corresponden al huso horario local, UTC+3.

##### Grupo A
| Pos. | Equipo        | PJ | G | P | PF  | PC  | DP  | Pts | Clasificación |
| ---- | ------------- | -- | - | - | --- | --- | --- | --- | ------------- |
| 1    | Lituania (H)  | 2  | 2 | 0 | 172 | 122 | +50 | 4   | Semifinales   |
| 2    | Venezuela     | 2  | 1 | 1 | 159 | 156 | +3  | 3   | Semifinales   |
| 3    | Corea del Sur | 2  | 0 | 2 | 137 | 190 | −53 | 2   |               |

 Fuente: FIBA
| 29 de junio de 2021 | Lituania                                                         | 76–65                                 | Venezuela                                            | Kaunas                                                                                 |  |
| 19:30               | Parciales: 11-10, 25-18, 19-16, 21-21                            | Parciales: 11-10, 25-18, 19-16, 21-21 | Parciales: 11-10, 25-18, 19-16, 21-21                |                                                                                        |  |
|                     | Estadísticas J. Valančiūnas 20 J. Valančiūnas 11 R. Jokubaitis 5 | Reporte Pts Reb Asts                  | Estadísticas 11 D. Cubillán 6 M. Carrera 4 G. Vargas | Pabellón: Žalgiris Arena Árbitros: Roberto Vázquez Saverio Lanzarini Yevgeniy Mikheyev |  |

| 30 de junio de 2021 | Venezuela                                                    | 94–80                                 | Corea del Sur                                           | Kaunas                                                                |  |
| 19:30               | Parciales: 27-18, 29-20, 14-28, 24-14                        | Parciales: 27-18, 29-20, 14-28, 24-14 | Parciales: 27-18, 29-20, 14-28, 24-14                   |                                                                       |  |
|                     | Estadísticas H. Guillent 17 M. Carrera 12 Cuatro jugadores 4 | Reporte Pts Reb Asts                  | Estadísticas 18 L. Hyun-jung 10 R. Gun-ah 8 L. Dae-sung | Pabellón: Žalgiris Arena Árbitros: Juan Fernández Jung Yu Scott Beker |  |

| 1 de julio de 2021 | Corea del Sur                                                     | 57–96                                | Lituania                                                        | Kaunas                                                                             |  |
| 19:30              | Parciales: 16-28, 18-21, 9-27, 14-20                              | Parciales: 16-28, 18-21, 9-27, 14-20 | Parciales: 16-28, 18-21, 9-27, 14-20                            |                                                                                    |  |
|                    | Estadísticas R. Gun-ah 26 R. Gun-ah 8 L. Dae-sung, L. Hyun-jung 4 | Reporte Pts Reb Asts                 | Estadísticas 15 J. Valančiūnas 13 J. Valančiūnas 9 M. Kalnietis | Pabellón: Žalgiris Arena Árbitros: Roberto Vázquez Saverio Lanzarini Samir Abaakil |  |

##### Grupo B
| Pos. | Equipo    | PJ | G | P | PF  | PC  | DP  | Pts | Clasificación |
| ---- | --------- | -- | - | - | --- | --- | --- | --- | ------------- |
| 1    | Eslovenia | 2  | 2 | 0 | 230 | 145 | +85 | 4   | Semifinales   |
| 2    | Polonia   | 2  | 1 | 1 | 160 | 176 | −16 | 3   | Semifinales   |
| 3    | Angola    | 2  | 0 | 2 | 132 | 201 | −69 | 2   |               |

 Fuente: FIBA
| 29 de junio de 2021 | Polonia                                                         | 83–64                                 | Angola                                              | Kaunas                                                                       |  |
| 16:30               | Parciales: 24-19, 19-12, 19-14, 21-19                           | Parciales: 24-19, 19-12, 19-14, 21-19 | Parciales: 24-19, 19-12, 19-14, 21-19               |                                                                              |  |
|                     | Estadísticas M. Ponitka 22 Cuatro jugadores 4 A. J. Slaughter 6 | Reporte Pts Reb Asts                  | Estadísticas 27 Y. Moreira 7 Y. Moreira 4 P. Bastos | Pabellón: Žalgiris Arena Árbitros: Juan Fernández Manuel Mazzoni Scott Beker |  |

| 30 de junio de 2021 | Angola                                                          | 68–118                               | Eslovenia                                                   | Kaunas                                                                          |  |
| 16:30               | Parciales: 9-33, 21-31, 14-26, 24-28                            | Parciales: 9-33, 21-31, 14-26, 24-28 | Parciales: 9-33, 21-31, 14-26, 24-28                        |                                                                                 |  |
|                     | Estadísticas Y. Moreira 15 Y. Moreira, A. Gakou 6 E. Ndoniema 3 | Reporte Pts Reb Asts                 | Estadísticas 16 Z. Dragić 6 Ž. Dimec, L. Dončić 9 L. Dončić | Pabellón: Žalgiris Arena Árbitros: Roberto Vázquez Manuel Mazzoni Samir Abaakil |  |

| 1 de julio de 2021 | Eslovenia                                          | 112–77                                | Polonia                                                   | Kaunas                                                                      |  |
| 16:30              | Parciales: 29-26, 34-20, 20-14, 29-17              | Parciales: 29-26, 34-20, 20-14, 29-17 | Parciales: 29-26, 34-20, 20-14, 29-17                     |                                                                             |  |
|                    | Estadísticas L. Dončić 18 M. Tobey 10 L. Dončić 10 | Reporte Pts Reb Asts                  | Estadísticas 16 M. Ponitka 7 M. Ponitka 5 A. J. Slaughter | Pabellón: Žalgiris Arena Árbitros: Juan Fernández Jung Yu Yevgeniy Mikheyev |  |

#### Fase final
|  | Semifinales        | Semifinales        | Semifinales        |           |          | Final              | Final              | Final              |  |
|  | 3 de julio de 2021 | 3 de julio de 2021 | 3 de julio de 2021 |           |          | 4 de julio de 2021 | 4 de julio de 2021 | 4 de julio de 2021 |  |
|  |                    |                    |                    |           |          |                    |                    |                    |  |
|  |                    |                    |                    |           |          |                    |                    |                    |  |
|  | A1                 | Lituania           | 88                 |           |          |                    |                    |                    |  |
|  | A1                 | Lituania           | 88                 |           |          |                    |                    |                    |  |
|  | B2                 | Polonia            | 69                 |           |          |                    |                    |                    |  |
|  | B2                 | Polonia            | 69                 |           | Lituania | Lituania           | 85                 |                    |  |
|  |                    |                    |                    |           | Lituania | Lituania           | 85                 |                    |  |
|  |                    |                    | Eslovenia          | Eslovenia | 96       |                    |                    |                    |  |
|  | B1                 | Eslovenia          | Eslovenia          | Eslovenia | 96       | 98                 |                    |                    |  |
|  | B1                 | Eslovenia          |                    |           |          | 98                 |                    |                    |  |
|  | A2                 | Venezuela          | 70                 |           |          |                    |                    |                    |  |
|  | A2                 | Venezuela          | 70                 |           |          |                    |                    |                    |  |
|  |                    |                    |                    |           |          |                    |                    |                    |  |

##### Semifinales
| 3 de julio de 2021 | Eslovenia                                         | 98–70                                 | Venezuela                                                                    | Kaunas                                                                       |  |
| 16:30              | Parciales: 26-21, 22-20, 23-14, 27-15             | Parciales: 26-21, 22-20, 23-14, 27-15 | Parciales: 26-21, 22-20, 23-14, 27-15                                        |                                                                              |  |
|                    | Estadísticas M. Tobey 27 M. Tobey 12 L. Dončić 13 | Reporte Pts Reb Asts                  | Estadísticas 16 M. Carrera, P. Chourio 6 M. Carrera 3 H. Guillent, G. Vargas | Pabellón: Žalgiris Arena Árbitros: Roberto Vázquez Jung Yu Saverio Lanzarini |  |

| 3 de julio de 2021 | Lituania                                                               | 88–69                                | Polonia                                                                           | Kaunas                                                                       |  |
| 19:30              | Parciales: 23-19, 23-26, 16-6, 26-18                                   | Parciales: 23-19, 23-26, 16-6, 26-18 | Parciales: 23-19, 23-26, 16-6, 26-18                                              |                                                                              |  |
|                    | Estadísticas D. Sabonis 17 D. Sabonis, J. Valančiūnas 8 M. Kalnietis 4 | Reporte Pts Reb Asts                 | Estadísticas 19 A. J. Slaughter 3 A. Balcerowski, A. Hrycaniuk 3 Cuatro jugadores | Pabellón: Žalgiris Arena Árbitros: Juan Fernández Manuel Mazzoni Scott Beker |  |

##### Final
| 4 de julio de 2021 | Lituania                                                                                                | 85–96                                 | Eslovenia                                           | Kaunas                                                                           |  |
| 19:30              | Parciales: 24-28, 28-24, 17-28, 16-16                                                                   | Parciales: 24-28, 28-24, 17-28, 16-16 | Parciales: 24-28, 28-24, 17-28, 16-16               |                                                                                  |  |
|                    | Estadísticas A. Butkevičius, J. Valančiūnas, M. Kalnietis 14 J. Valančiūnas, D. Sabonis 6 M. Grigonis 6 | Reporte Pts Reb Asts                  | Estadísticas 31 L. Dončić 11 L. Dončić 13 L. Dončić | Pabellón: Žalgiris Arena Árbitros: Roberto Vázquez Juan Fernández Manuel Mazzoni |  |

### Torneo de Belgrado

#### Primera fase
Todos los horarios corresponden al huso horario local, UTC+2.

##### Grupo A
| Pos. | Equipo               | PJ | G | P | PF  | PC  | DP  | Pts | Clasificación |
| ---- | -------------------- | -- | - | - | --- | --- | --- | --- | ------------- |
| 1    | Serbia (H)           | 2  | 2 | 0 | 177 | 152 | +25 | 4   | Semifinales   |
| 2    | República Dominicana | 2  | 1 | 1 | 170 | 161 | +9  | 3   | Semifinales   |
| 3    | Filipinas            | 2  | 0 | 2 | 143 | 177 | −34 | 2   |               |

 Fuente: FIBA
| 29 de junio de 2021 | República Dominicana                        | 76–94                                 | Serbia                                                       | Belgrado                                                                                                |  |
| 20:15               | Parciales: 23-31, 24-16, 19-20, 10-27       | Parciales: 23-31, 24-16, 19-20, 10-27 | Parciales: 23-31, 24-16, 19-20, 10-27                        | |  |
|                     | Estadísticas V. Liz 16 V. Liz 9 G. Solano 4 | Reporte Pts Reb Asts                  | Estadísticas 18 B. Marjanović 10 B. Marjanović 6 M. Teodosić | Pabellón: Aleksandar Nikolić Hall Árbitros: Guilherme Locatelli Mārtiņš Kozlovskis Georgios Poursanidis |  |

| 30 de junio de 2021 | Serbia                                                       | 83–76                                 | Filipinas                                           | Belgrado                                                                          |  |
| 20:15               | Parciales: 22-16, 23-18, 22-28, 16-14                        | Parciales: 22-16, 23-18, 22-28, 16-14 | Parciales: 22-16, 23-18, 22-28, 16-14               |                                                                                   |  |
|                     | Estadísticas B. Marjanović 25 B. Marjanović 10 M. Teodosić 6 | Reporte Pts Reb Asts                  | Estadísticas 17 A. Kouame 7 A. Kouame 6 S. Belangel | Pabellón: Aleksandar Nikolić Hall Árbitros: Yohan Rosso Omar Bermúdez James Boyer |  |

| 1 de julio de 2021 | Filipinas                                             | 67–94                                 | República Dominicana                           | Belgrado                                                                                             |  |
| 20:30              | Parciales: 22-23, 19-16, 10-26, 16-29                 | Parciales: 22-23, 19-16, 10-26, 16-29 | Parciales: 22-23, 19-16, 10-26, 16-29          | |  |
|                    | Estadísticas J. Heading 16 A. Kouame 6 S. Belangel 10 | Reporte Pts Reb Asts                  | Estadísticas 23 V. Liz 7 J. Araujo 6 M. Torres | Pabellón: Aleksandar Nikolić Hall Árbitros: Guilherme Locatelli Mārtiņš Kozlovskis Kingsley Ojeaburu |  |

##### Grupo B
| Pos. | Equipo      | PJ | G | P | PF | PC | DP | Pts | Clasificación |
| ---- | ----------- | -- | - | - | -- | -- | -- | --- | ------------- |
| 1    | Italia      | 1  | 1 | 0 | 90 | 83 | +7 | 2   | Semifinales   |
| 2    | Puerto Rico | 1  | 0 | 1 | 83 | 90 | −7 | 1   | Semifinales   |
| 3    | Senegal     | 0  | 0 | 0 | 0  | 0  | 0  | 0   | Descalificado |

 Fuente: FIBA
Notas:
1. ↑  El equipo senegalés no viajó a Belgrado para la competencia, por la existencia de casos de COVID-19 en su delegación durante partidos preparatorios en Alemania.[10] El 28 de junio de 2021, a un día del comienzo del torneo, la FIBA anunció que los partidos de Senegal no se jugarían y que ambos se considerarían perdidos por incomparecencia. Por esta razón, de acuerdo al reglamento, sus resultados quedaron nulos y fueron descalificados de la competición.[11]

| 29 de junio de 2021 | Puerto Rico | 20–0 | Senegal | Belgrado                          |
| 16:30               |             |      |         |                                   |
|                     |             |      |         | Pabellón: Aleksandar Nikolić Hall |

| 30 de junio de 2021 | Senegal | 0–20 | Italia | Belgrado                          |
| 16:30               |         |      |        |                                   |
|                     |         |      |        | Pabellón: Aleksandar Nikolić Hall |

| 1 de julio de 2021 | Italia                                                                             | 90–83                                 | Puerto Rico                                         | Belgrado                                                                           |  |
| 16:30              | Parciales: 18-24, 19-20, 27-14, 26-25                                              | Parciales: 18-24, 19-20, 27-14, 26-25 | Parciales: 18-24, 19-20, 27-14, 26-25               |                                                                                    |  |
|                    | Estadísticas N. Mannion, S. Fontecchio, A. Polonara 21 A. Polonara 11 N. Mannion 6 | Reporte Pts Reb Asts                  | Estadísticas 24 G. Clavell 9 G. Browne 16 G. Browne | Pabellón: Aleksandar Nikolić Hall Árbitros: Yohan Rosso Omar Bermúdez Yener Yılmaz |  |

#### Fase final
|  | Semifinales        | Semifinales          | Semifinales        |        |        | Final              | Final              | Final              |  |
|  | 3 de julio de 2021 | 3 de julio de 2021   | 3 de julio de 2021 |        |        | 4 de julio de 2021 | 4 de julio de 2021 | 4 de julio de 2021 |  |
|  |                    |                      |                    |        |        |                    |                    |                    |  |
|  |                    |                      |                    |        |        |                    |                    |                    |  |
|  | A1                 | Serbia               | 102                |        |        |                    |                    |                    |  |
|  | A1                 | Serbia               | 102                |        |        |                    |                    |                    |  |
|  | B2                 | Puerto Rico          | 84                 |        |        |                    |                    |                    |  |
|  | B2                 | Puerto Rico          | 84                 |        | Serbia | Serbia             | 95                 |                    |  |
|  |                    |                      |                    |        | Serbia | Serbia             | 95                 |                    |  |
|  |                    |                      | Italia             | Italia | 102    |                    |                    |                    |  |
|  | B1                 | Italia               | Italia             | Italia | 102    | 79                 |                    |                    |  |
|  | B1                 | Italia               |                    |        |        | 79                 |                    |                    |  |
|  | A2                 | República Dominicana | 59                 |        |        |                    |                    |                    |  |
|  | A2                 | República Dominicana | 59                 |        |        |                    |                    |                    |  |
|  |                    |                      |                    |        |        |                    |                    |                    |  |

##### Semifinales
| 3 de julio de 2021 | Italia                                                                                  | 79–59                                | República Dominicana                                           | Belgrado                                                                                                |  |
| 13:00              | Parciales: 22-14, 20-16, 24-8, 13-21                                                    | Parciales: 22-14, 20-16, 24-8, 13-21 | Parciales: 22-14, 20-16, 24-8, 13-21                           | |  |
|                    | Estadísticas S. Fontecchio 17 N. Melli, S. Fontecchio, A. Polonara 5 Cuatro jugadores 4 | Reporte Pts Reb Asts                 | Estadísticas 12 B. Francis 7 L. Santos 4 R. Mendoza, G. Solano | Pabellón: Aleksandar Nikolić Hall Árbitros: Guilherme Locatelli Mārtiņš Kozlovskis Georgios Poursanidis |  |

| 3 de julio de 2021 | Serbia                                                | 102–84                                | Puerto Rico                                         | Belgrado                                                                           |  |
| 16:00              | Parciales: 28-26, 23-14, 28-28, 23-16                 | Parciales: 28-26, 23-14, 28-28, 23-16 | Parciales: 28-26, 23-14, 28-28, 23-16               |                                                                                    |  |
|                    | Estadísticas V. Micić 21 F. Petrušev 8 M. Teodosić 10 | Reporte Pts Reb Asts                  | Estadísticas 23 I. Piñeiro 5 G. Browne 10 G. Browne | Pabellón: Aleksandar Nikolić Hall Árbitros: Yohan Rosso Omar Bermúdez Yener Yılmaz |  |

##### Final
| 4 de julio de 2021 | Serbia                                                            | 95–102                                | Italia                                                | Belgrado                                                                                       |  |
| 20:30              | Parciales: 22-28, 23-29, 18-23, 32-22                             | Parciales: 22-28, 23-29, 18-23, 32-22 | Parciales: 22-28, 23-29, 18-23, 32-22                 |                                                                                                |  |
|                    | Estadísticas D. Anđušić 27 N. Kalinić 6 N. Kalinić, M. Teodosić 5 | Reporte Pts Reb Asts                  | Estadísticas 24 N. Mannion 12 A. Polonara 6 A. Pajola | Pabellón: Aleksandar Nikolić Hall Árbitros: Guilherme Locatelli Yohan Rosso Mārtiņš Kozlovskis |  |

## Clasificación final
| Torneo de Victoria | Torneo de Victoria | Torneo de Victoria | Torneo de Victoria | Torneo de Victoria |
| Pos.               | Equipo             | Pts                | G-P                | Dif.               |
| ------------------ | ------------------ | ------------------ | ------------------ | ------------------ |
| 1                  | República Checa    | 7                  | 3-1                | +11                |
| 2                  | Grecia             | 6                  | 2-2                | +12                |
| 3                  | Canadá             | 5                  | 2-1                | +34                |
| 4                  | Turquía            | 5                  | 2-1                | +4                 |
| 5                  | Uruguay            | 2                  | 0-2                | −10                |
| 6                  | China              | 2                  | 0-2                | −55                |

| Torneo de Split | Torneo de Split | Torneo de Split | Torneo de Split | Torneo de Split |
| Pos.            | Equipo          | Pts             | G-P             | Dif.            |
| --------------- | --------------- | --------------- | --------------- | --------------- |
| 1               | Alemania        | 8               | 4-0             | +29             |
| 2               | Brasil          | 7               | 3-1             | +70             |
| 3               | México          | 4               | 1-2             | −26             |
| 4               | Croacia         | 4               | 1-2             | −32             |
| 5               | Rusia           | 2               | 0-2             | −10             |
| 6               | Túnez           | 2               | 0-2             | −31             |

| Torneo de Kaunas | Torneo de Kaunas | Torneo de Kaunas | Torneo de Kaunas | Torneo de Kaunas |
| Pos.             | Equipo           | Pts              | G-P              | Dif.             |
| ---------------- | ---------------- | ---------------- | ---------------- | ---------------- |
| 1                | Eslovenia        | 8                | 4-0              | +124             |
| 2                | Lituania         | 7                | 3-1              | +58              |
| 3                | Venezuela        | 4                | 1-2              | −25              |
| 4                | Polonia          | 4                | 1-2              | −35              |
| 5                | Corea del Sur    | 2                | 0-2              | −53              |
| 6                | Angola           | 2                | 0-2              | −69              |

| Torneo de Belgrado | Torneo de Belgrado   | Torneo de Belgrado | Torneo de Belgrado | Torneo de Belgrado |
| Pos.               | Equipo               | Pts                | G-P                | Dif.               |
| ------------------ | -------------------- | ------------------ | ------------------ | ------------------ |
| 1                  | Italia               | 6                  | 3-0                | +34                |
| 2                  | Serbia               | 7                  | 3-1                | +36                |
| 3                  | República Dominicana | 4                  | 1-2                | −11                |
| 4                  | Puerto Rico          | 2                  | 0-2                | −25                |
| 5                  | Filipinas            | 2                  | 0-2                | −34                |
| D.                 | Senegal              | 0                  | 0-0                | 0                  |

|  | Clasificados a los Juegos Olímpicos de Tokio 2020 |

### Clasificados a Tokio 2020
| Alemania | Eslovenia | Italia | República Checa |